# Uwe Leichsenring

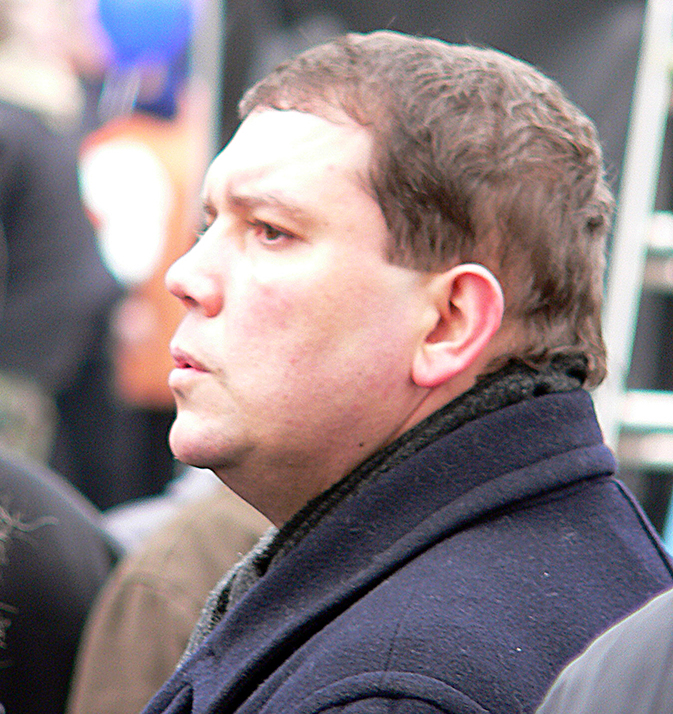
Uwe Leichsenring
am 11. Februar 2006 bei einer Demonstration in Dresden

Uwe Leichsenring (* 23. März 1967 in Sebnitz; † 30. August 2006 nahe Pirna) war ein deutscher Politiker (NPD) und von 2004 bis zu seinem Tod parlamentarischer Geschäftsführer der NPD-Landtagsfraktion Sachsen.

## Leben
Nach Abschluss einer Lehre als Maschinenbauer nahm Uwe Leichsenring in der DDR an der Karl-Marx-Universität Leipzig ein Studium der Fächer Pädagogik und Psychologie auf, verließ die Universität jedoch ohne Abschluss und wurde Fahrlehrer. Nachdem er von 1991 bis 2000 als Angestellter einer Fahrschule tätig gewesen war, wurde er 2000 selbständiger Fahrlehrer. Mit seiner Lebensgefährtin hatte er ein Kind.
Uwe Leichsenring starb am 30. August 2006 bei einem Verkehrsunfall auf der Bundesstraße 172 bei Pirna in der Sächsischen Schweiz, als er laut Polizeiangaben bei einem Überholmanöver frontal mit einem entgegenkommenden Lastkraftwagen zusammenprallte. Er erlag noch am Unfallort seinen schweren Verletzungen.

## Politische Karriere
1990 trat Leichsenring der NPD bei und war zwischen 1990 und 1991 stellvertretender NPD-Landesvorsitzender in Sachsen. Von 1991 bis zu seinem Tode war er Geschäftsführer des NPD-Kreisverbandes Sächsische Schweiz. Von 2002 bis 2004 war er Mitglied des NPD-Parteivorstandes. Seit 1999 war er NPD-Fraktionsvorsitzender im Stadtrat Königstein und übte dort verschiedene Funktionen in mehreren kommunalen Ausschüssen aus. Seit 2004 war er stellvertretender Fraktionsvorsitzender im Kreistag der Sächsischen Schweiz.
Beobachter der rechtsextremen Szene im Landkreis Sächsische Schweiz vermuten, dass seine berufliche Tätigkeit als Inhaber der einzigen Fahrschule in Königstein es ihm ermöglichte, Einfluss auf zuvor politisch unbefangene Jugendliche des Ortes auszuüben. Dies entspräche der Strategie der NPD der letzten Jahre, vorhandene gesellschaftliche Strukturen auf kommunaler Ebene zu unterwandern.
Darüber hinaus hatte Leichsenring Verbindungen zur gewaltbereiten rechtsextremen Kameradschaft Skinheads Sächsische Schweiz zumindest bis zum Zeitpunkt ihres Verbots im Jahre 2001.
Seit 2004 war er Mitglied des Sächsischen Landtages und Mitglied mehrerer Landtagsausschüsse. Zusammen mit der NPD-Fraktion sorgte Leichsenring mehrfach für Eklats im sächsischen Landesparlament.
Am 21. Januar 2005 verließ Leichsenring mitsamt der NPD-Fraktion das Plenum des Landtages und verweigerte damit eine Gedenkminute für die Opfer des nationalsozialistischen Terrors, was er damit begründete, dass es keine solche für die Opfer des „alliierten Bombenterrors“ gebe.
Am 11. Mai 2006 wurde er aufgrund des Verdachtes volksverhetzender Rede für drei Tage aus allen Sitzungen des Landtags ausgeschlossen, nachdem er in einem Debattenbeitrag zum Thema „Linke Gewalt am 1. Mai“ von „Sonderzügen“ gesprochen hatte, die man an manchen Tagen einsetzen müsse, wollte man jeden linksextremistischen Täter so abführen wie die beiden Potsdamer Verdächtigen im Fall Ermyas Mulugeta. Nach einem Zwischenruf von Linkspartei.PDS-Fraktionsführer Peter Porsch mit dem Hinweis, dass es schon einmal Sonderzüge gegeben habe, erwiderte Leichsenring, dass man sie sich manchmal wieder wünsche. Die Äußerung des rechtsextremen Politikers wurde als Befürwortung und Billigung der Deportationszüge in die NS-Konzentrationslager ausgelegt. Leichsenring dagegen erklärte später, er habe von Sonderzügen gesprochen, wie sie die Polizei in der Vergangenheit wiederholt bei unfriedlichen Demonstrationen eingesetzt hat. Er habe bei dem Wort „Sonderzug“ überhaupt keine Assoziation mit dem NS-Regime gehabt.
Der Verfassungsgerichtshof des Freistaates Sachsen erließ am 30. Mai 2006 auf Antrag Leichsenrings eine einstweilige Anordnung gegen den Präsidenten des Sächsischen Landtages, Leichsenring zur Plenarsitzung des Sächsischen Landtages am 21. Juni 2006 sowie zu den bis dahin stattfindenden Sitzungen der Ausschüsse, deren Mitglied er war, zuzulassen. Die Entscheidung im Hauptsacheverfahren sollte einen Tag nach seinem Unfalltod erlassen werden. Ende September wurde das Verfahren wegen Todes des Antragstellers eingestellt.
Mitte Mai 2006 wurde Leichsenring im Plauener Vogtland-Anzeiger wie folgt zitiert: „Das Dritte Reich war eine Wohlfühldiktatur mit 95 Prozent Zustimmung.“ Leichsenring dazu: „Ich habe erklärt, dass das ‚Dritte Reich‘ für mich eine abgeschlossene historische Epoche ist. Bewertungen über diese Zeit sollen diejenigen vornehmen, die davon etwas verstehen, vor allem natürlich die Historiker. Ein bekannter Vertreter seines Fachs, der aus der 68er Bewegung stammende Götz Aly, bezeichnete in seinem vielbeachteten Buch ‚Hitlers Volksstaat‘ den Nationalsozialismus als ‚Wohlfühldiktatur‘. Darauf bezog sich meine Äußerung im Interview mit dem ‚Vogtland-Anzeiger‘.“ Im selben Interview bezeichnete er Gewalt von Skinheads gegen Fremde und Andersdenkende als „pubertierendes Männlichkeitsgehabe“. Zur systematischen Vernichtung der Juden in der Zeit des Nationalsozialismus sagte der stellvertretende NPD-Fraktionschef der Zeitung, er habe dazu keine Meinung.
Nach seinem Unfalltod rückte an seiner Stelle René Despang als NPD-Abgeordneter in den Sächsischen Landtag nach. Neuer Parlamentarischer Geschäftsführer wurde Johannes Müller.

## Filme
- Jo Angerer, Caterina Woj: „Lauter nette Leute – wie die Rechten in Sachsen ankommen“, Westdeutscher Rundfunk, 2005